# Place d'Italie
Place d’Italie è una piazza del XIII arrondissement di Parigi, capitale della Francia; costituisce l'estremità settentrionale dell'Avenue d'Italie, strada che collega la piazza a Porte d'Italie e, oltre quella, alla strada nazionale 7 che conduce al confine italiano.

## Localizzazione
Con un diametro di 200 m è sita all'incontro delle strade Vincent-Auriol, de l'Hôpital, Auguste-Blanqui, dei viali des Gobelins, de la Sœur-Rosalie, d'Italie, de Choisy e delle vie Bobillot e Godefroy. La spianata lungo il centro commerciale Italie 2 ha preso il nome di place Henri-Langlois nel 1995.

## Storia

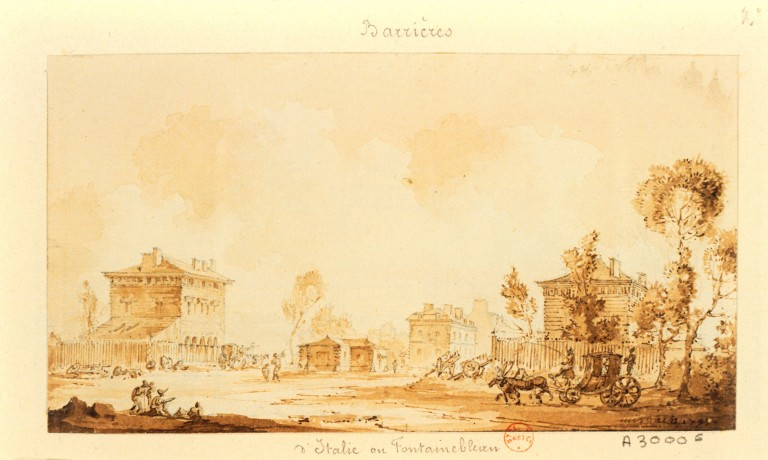
La barrière d'Italie.

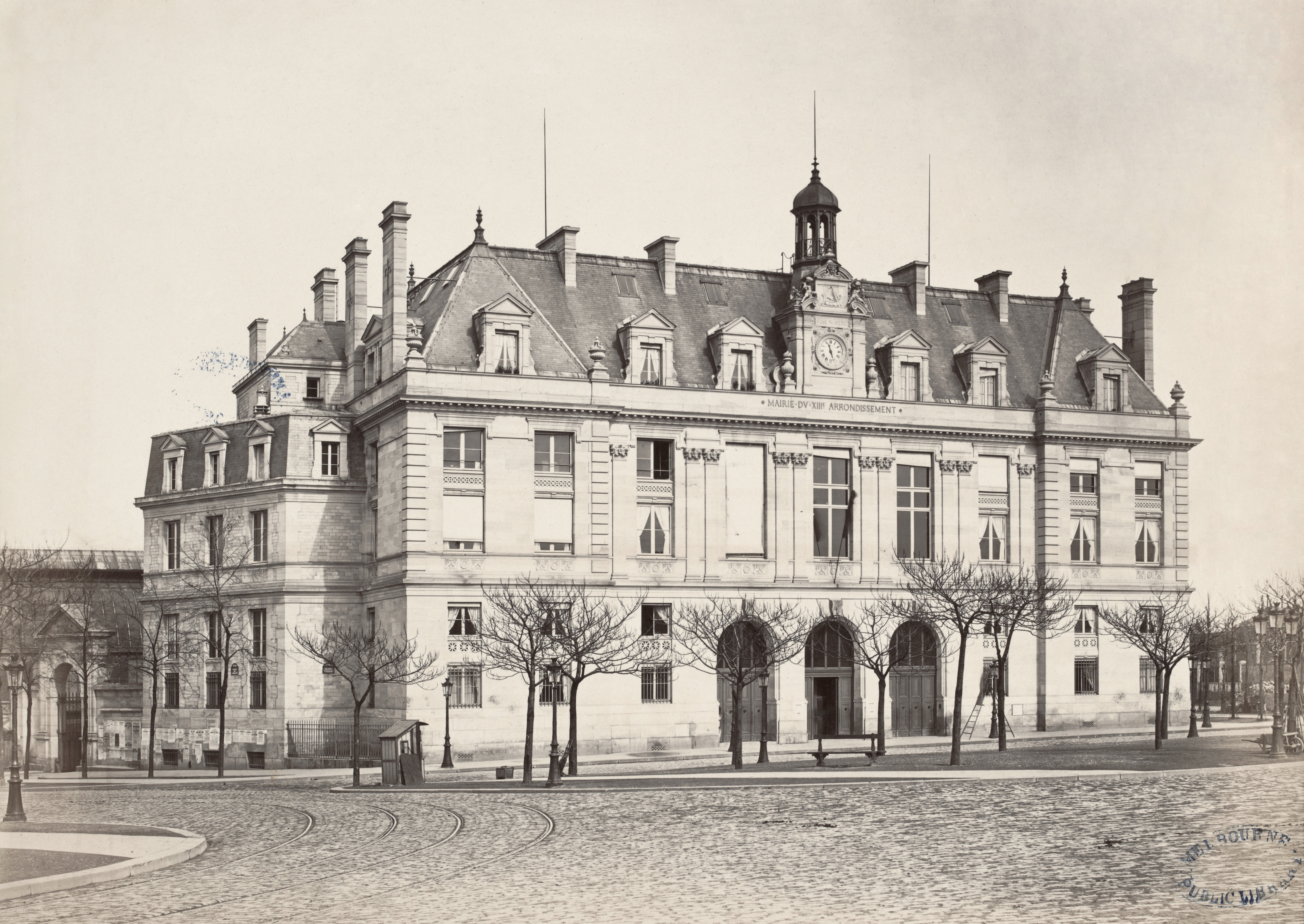
Il municipio del XIII arrondissement di Parigi fotografato da Charles Marville.

Essa deve il proprio nome alla vicinanza con l'omonimo viale: è il punto di partenza della strada che collega Parigi con l'Italia, oggi strada nazionale n. 7.
Fino all'estensione di Parigi messa in opera dal Barone Haussmann, la posizione della place d'Italie era occupata da una barriera della cinta daziaria di Parigi che separava Parigi da Gentilly. Ledoux vi aveva costruito due padiglioni del dazio (octroi) che furono incendiati nel 1789 ma demoliti solo nel 1877. Fu qui che il generale Bréa fu arrestato a fine giugno 1848, durante le giornate di giugno da parte degli insorti prima di essere messo a morte sull'attuale avenue d'Italie.
L'annessione dei comuni limitrofi da parte di Parigi e la soppressione della barriera nel 1860, permisero di costruire una gran piazza rotonda che doveva giocare un ruolo del tipo di un'Étoile della rive gauche. Essa prese il posto della barrière d'Italie e di una parte del boulevard des Gobelins, del cammino di ronda d'Ivry e dei boulevard d'Italie e d'Ivry.
Secondo il progetto dell'operazione Italie 13 degli anni 1960, la place d'Italie doveva segnare l'estremità di un quartiere di torri circondanti l'avenue d'Italie per il totale della sua lunghezza, con la costruzione di una  tour Apogée più alta della  tour Montparnasse. Questo progetto ha avuto inizio con la costruzione di sei torri di circa 100 m vicino alla piazza. Esso fu annullato in gran parte nel 1975. Una specie di antenna o campanile multicolore, ideato dall'Kenzō Tange, occupa oggi lo spazio previsto per la tour Apogée, rimpiazzata dal 1992 da un insieme di immobili per uffici, una residenza alberghiera e commerciale e l'antico complesso audiovisivo Grand Écran Italie.

## Il cuore del XIIIarrondissement

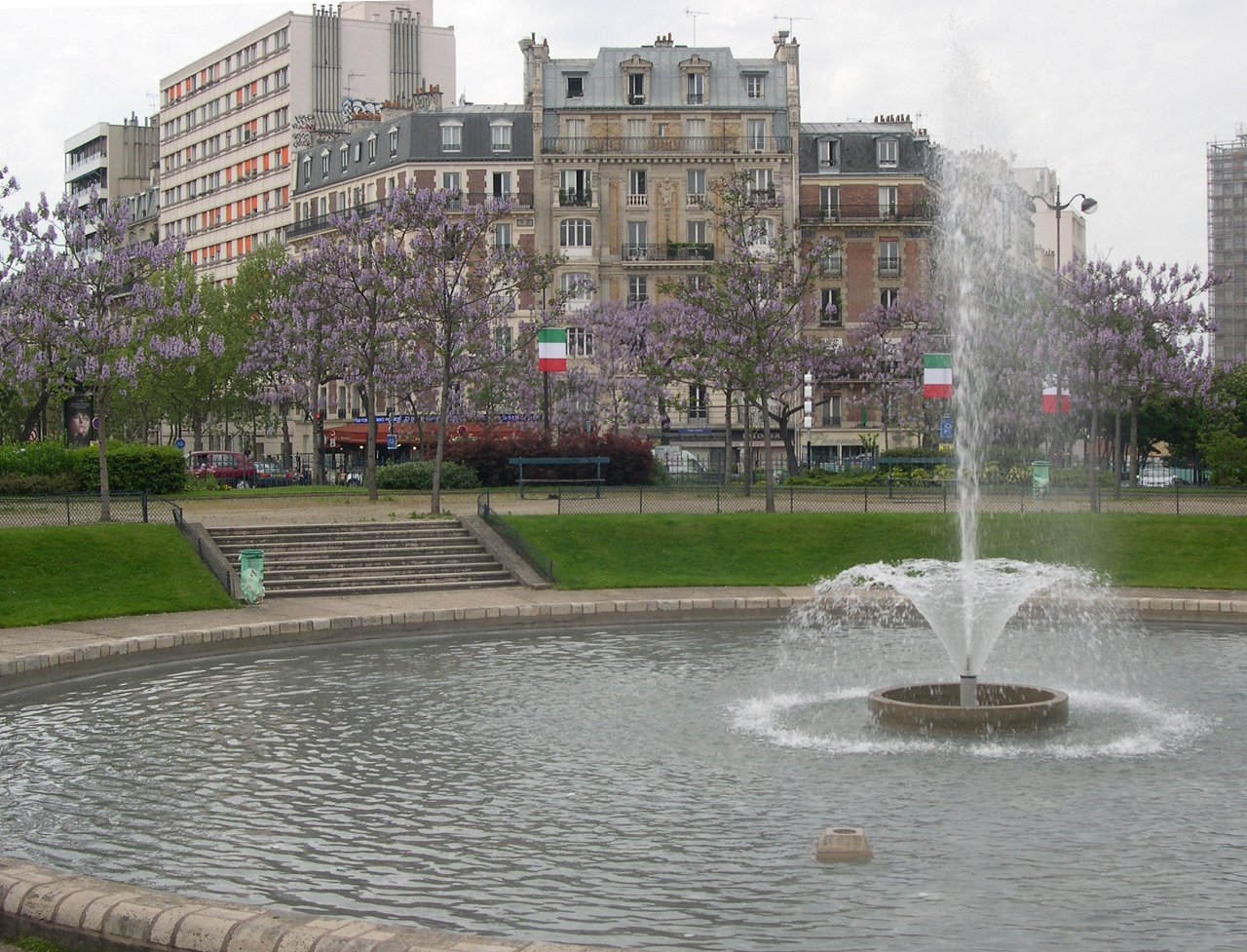
La fontana al centro della place d'Italie.

Punto ove si toccano i principali quartieri dell'arrondissement (Gobelins, quartiere asiatico, Butte-aux-Cailles), la place d'Italie è il punto di passaggio obbligato della circolazione automobilistica e delle linee del métro e dei bus. È un punto di transito tra la banlieue e il centro di Parigi o tra il quartiere di Montparnasse e la riva destra. Uno dei più grandi centri commerciali di Parigi confina con la piazza.
Vi è infine un luogo di uscite notturne con i ristoranti e i cinema dell'avenue des Gobelins. Uno dei cinema più importanti di Parigi e il più grande schermo a 35 millimetri della capitale, il Gaumont « Grand Écran Italie » (oggi chiuso), dava direttamente sulla piazza. Si può dire che l'insieme del XIII arrondissement converga verso la place d'Italie eccetto il quartiere Paris Rive Gauche, lungo la Senna.

## Luoghi particolari

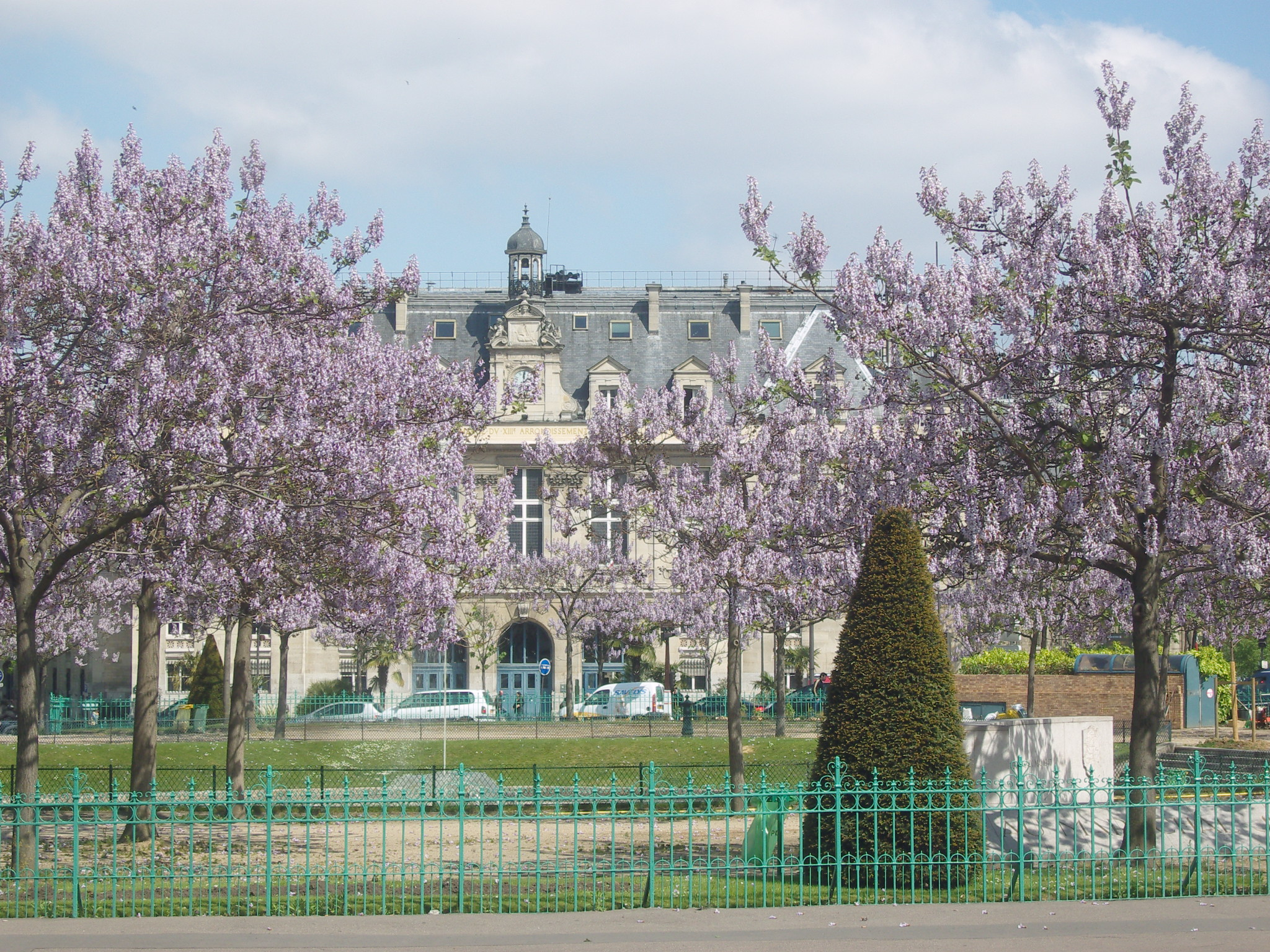
Piante di paulownia che circondano la piazza

- Il centro della piazza è occupato dalla square de la place d'Italie. Di fronte all'avenue d'Italie si trova un monumento in memoria del maresciallo Alphonse Juin, opera di Henri Cantie, architetto DPLG, André Greck, scultore e Daniel Landowski, fonditore, inaugurato nel 1983.
- Due stazioni del métro, opere di Hector Guimard, sono registrate nell'inventario supplementare dei Monumenti storici di Francia dal 1978[1].
- Al n. 17 della vicinissima rue Godefroy, situata tra i boulevard de l'Hôpital e Vincent Auriol, una lapide ricorda che Chou En Lai abitò in questo luogo, allora un modesto hôtel, durante il suo soggiorno in Francia dal 1922 al 1924[2].
- Nei giardinetti situati di fronte al municipio dell' arrondissement si trova una scultura, Le Retour du Fils prodigue, versione del 1964, opera di Ossip Zadkine[3].

## Trasporti
La place d'Italie è servita dalle linee della metropolitana di Parigi 5, 6 e 7 con la stazione Place d'Italie e dalle autolinee RATP 27, 47, 57, 64, 67 e 83.